# Herb Norwegii

Herb Norwegii

Herb rodziny królewskiej

Herb Norwegii – jeden z najstarszych symboli państwowych w Europie. Został zaczerpnięty z osobistego herbu rodziny królewskiej.
W 1280 roku król Erik Magnusson dodał koronę i srebrny topór do lwa. Topór jest symbolem męczeństwa świętego Olafa i został użyty do zabicia go w bitwie pod Stiklestad w 1030 roku.
Wzór norweskiego herbu państwowego był zmieniany dosyć często przez heraldyków. Topór był kilkakrotnie zmieniany (najczęściej zmieniano wielkość topora, który w pewnym okresie został zmieniony na halabardę). Obecny wzór herbu został przyjęty 20 maja 1992.